# 海岛大亨4
《海岛大亨4》是一款由Haemimont Games开发，Kalypso Media发行的模拟经营类游戏，以城市建设为主。就像该系列的第一作与第三作，玩家将扮演一个“香蕉共和国”海岛上的独裁者。

## 游戏性

### 岛屿
游戏带有10张预设地图，玩家也可以选择随机生成的岛屿。在选择随机岛屿时玩家可以自定义岛屿的大小、植被、矿藏、海拔、以及其他游戏参数。

### 人物塑造
选择岛屿后，玩家可以选择化身，也可以打造专属化身。在自定义角色中，玩家可选择不同的性别、服饰、肤色、帽子、发型、配饰、胡须、特征、能力以及上任原因。完成一个任务后会提升化身当前的特征水平。

### 影射人物
包括切·格瓦拉、菲德爾·卡斯特羅、列寧、卡爾·馬克思、約翰·肯尼迪、艾森豪、勃列日涅夫、理察·尼克森、柴契爾夫人、奧古斯托·皮諾切特、赫魯曉夫、托洛茨基、蒙博托·塞塞·塞科、托多爾·日夫科夫、弗拉基米爾·普京、狄托、馬可仕夫婦、穆阿邁爾·卡扎菲和艾馬丹加等在內的世界知名政治人物。

### 派系
作为总统，玩家可以查看每一位国民的需求、幸福值、技能、想法和政治意识形态。国民的需求包括食物、保健、娱乐和信仰，要通过特定建筑来满足以上要求，比如满足国民的娱乐需求要建造酒馆、餐厅、剧院或其他娱乐型建筑。
游戏里会出现不同的派系，各自影响着玩家的策略。派系包括资本主义者、共产主义者、知识分子、宗教人士、军国主义者、环保主义者、民族主义者、支持者。